# Нижньокурганне
Нижньокурга́нне (до 1948 року — Нижня Асма, Ашаги-Асма, крим. Aşağı Asma) — село Сімферопольського району Автономної Республіки Крим.

## Сучасність
У Нижньокурганному 2 Вулиці-Роздольна і Шосейна, площа, займана селом, 8 гектарів, на якій в 40 дворах живуть 74 жителів. Село пов'язане автобусним сполученням з Сімферополем.

## Географія
Село Нижньокурганне розташоване на північному сході району, приблизно в 25 кілометрах (по шосе) від Сімферополя. Нижньокурганне знаходиться на стику передгірної і степової зон Криму, у балці струмка Асма, лівої притоки річки Зуї, висота центру села над рівнем моря — 179 м. Сусідні села: Верхньокурганне - близько 1,5 кілометра вище по долині, Давидове і Кленівка приблизно в 5 кілометрах і українське, Білогірського району — в 4 кілометрах, село пов'язане автобусним сполученням з Сімферополем.